# Арабское завоевание Сирии и Палестины
Арабское завоевание Сирии и Палестины — военные действия в ходе арабо-византийских войн, в результате которых территории Сирии и Палестины были завоёваны арабами и включены в состав Халифата. Завоевание длилось с 634 по 640 год, став началом масштабных Арабских завоеваний VII—VIII веков.

## Предыстория
В начале VII века силы двух основных гегемонов региона — Византийской империи и империи Сасанидов — были серьёзно подорваны: длительная война истощила обе стороны. Тем временем на Аравийском полуострове пророк Мухаммед провозгласил новую религию — ислам. В 632 году пророк Мухаммед скончался. После его смерти, в качестве халифа, обладающего властью над всеми последователями ислама, утвердился Абу Бакр.

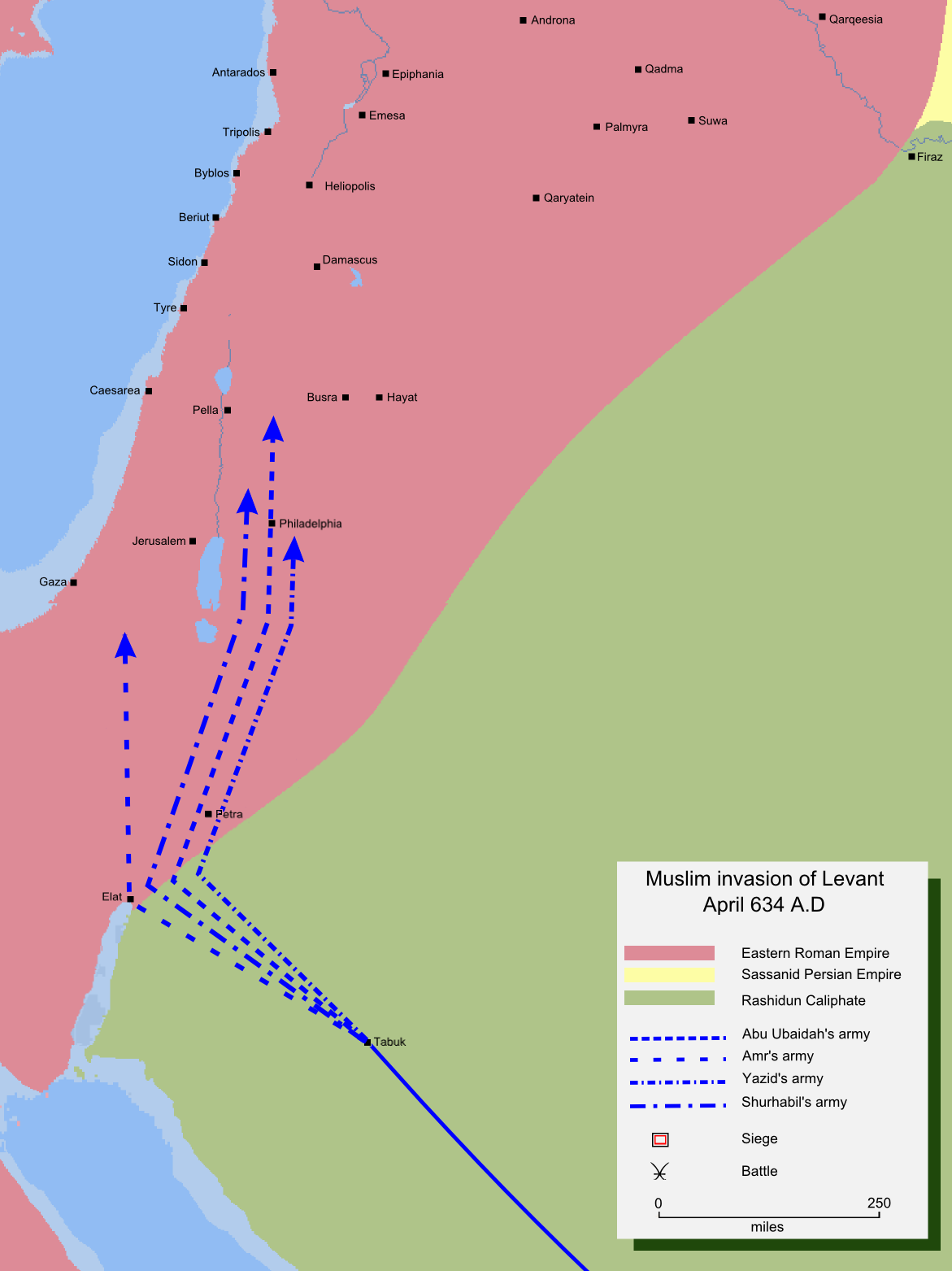
Вторжение арабов в Сирию и Палестину

## Начало арабского завоевания Сирии
Первые столкновения мусульман с Византией, владевшей Сирией и Палестиной, произошли в 629—630 гг., но не привели к серьёзной войне. Полномасштабные военные действия начались в правление халифа Абу Бакра в 634 году, после подавления Ридды в Аравии. В арабской армии были организованы четыре корпуса, которые должны были действовать на разных направлениях в Палестине и Сирии. Их возглавили Абу Убайда ибн аль-Джаррах, Язид ибн Абу Суфьян, Амр ибн аль-Ас и Шурахбил ибн Хасана. Главным среди них Абу Бакр назначил Абу Убайду. В конце апреля 634 года, арабские войска, выступившие из Медины, достигли Табука и начали вторжение на территорию византийской Палестины. Приграничные отряды византийцев были легко рассеяны корпусами Язида и Амра.

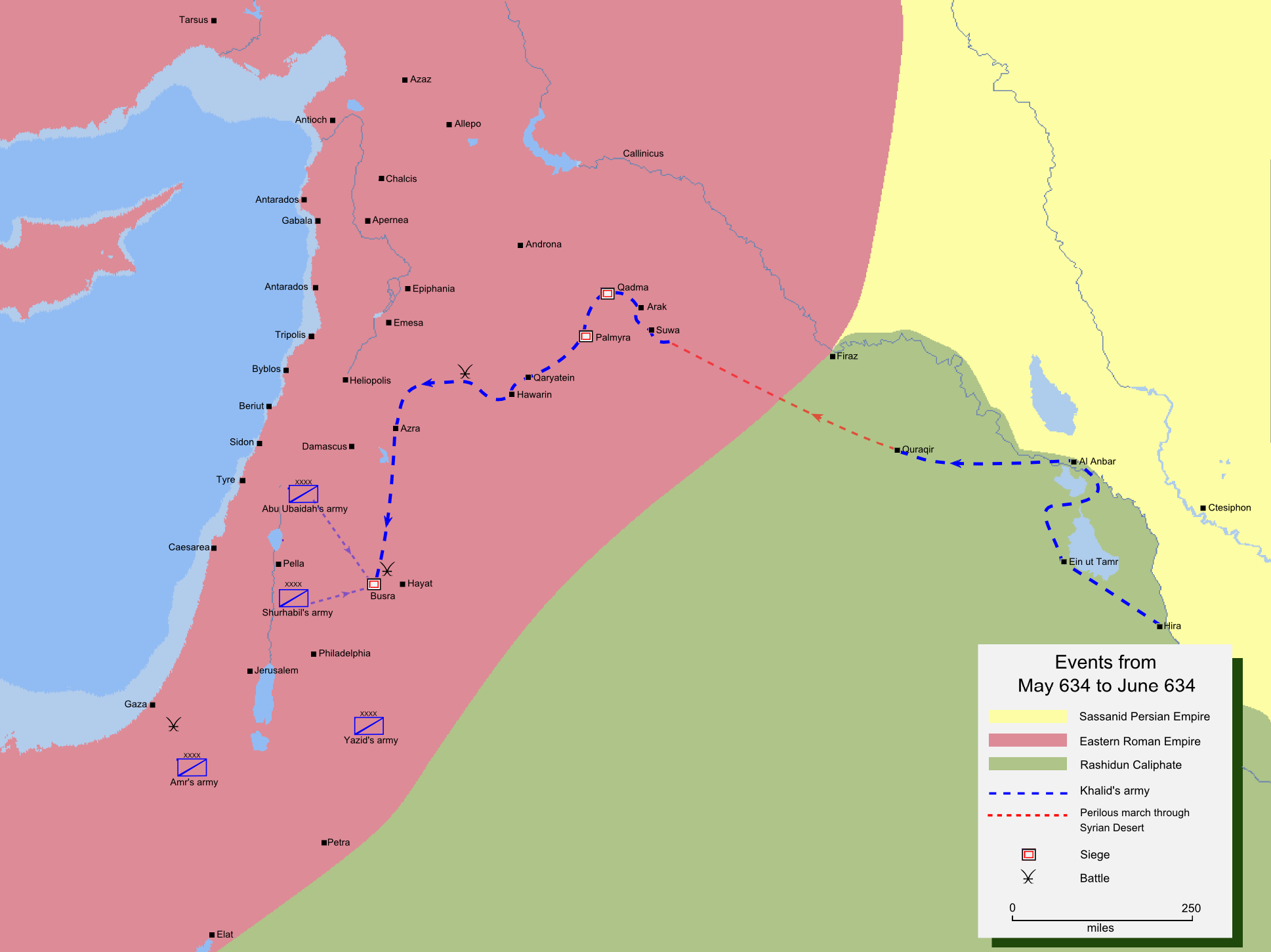
Военные действия в Сирии в 634 году

Византийцы стали собирать силы для противодействия арабскому вторжению и сосредоточили войска в районе Бусры и Джабии. В этой ситуации халиф Абу Бакр решил направить в Сирию лучшего из мусульманских военачальников Халида ибн аль-Валида, который вёл военные действия в Ираке против Сасанидского Ирана. В июне 634 года Халид совершил рейд через Сирийскую пустыню, неожиданно для византийцев вторгшись в Сирию с востока. Он овладел городами Арак, Тадмур, в битвах при Картине и Хаварине нанёс поражение отрядам союзных византийцам Гассанидов, после чего двинулся к Дамаску. Но не став его осаждать пошёл к столице Гассанидов Бусре. Встретив в ходе марша войска Гассанидов Халид ибн аль-Валид разгромил их в битве при Мардж-Рахите. Под Бусрой корпус Халида соединился с армиями Шурахбила и Абу Убайды и нанёс поражение сделавшим вылазку защитникам Бусры. После продолжительной осады в середине июля 634 года Бусра пала, государство Гассанидов покорилось войскам Халифата.
После этого византийские войска под командованием брата императора Ираклия куропалата Феодора сосредоточились для вытеснения арабов из Сирии. Халид ибн аль-Валид также собрал воедино все арабские армии, двинув их против византийцев. Решающее сражение произошло у села Аджнадайн 30 июля 634 года. Арабская армия наголову разгромила византийское войско и двинулась на Дамаск. Командующим в Дамаске был зять императора Ираклия Фома, который подготовил город к обороне и выслал несколько отрядов, чтобы остановить продвижение арабов. Эти отряды были разбиты арабской армией, которая 20 августа 634 года осадила Дамаск. У арабов не было опыта планомерной осады хорошо укреплённых городов, поэтому осада затянулась на долгие месяцы. Одновременно арабские войска продолжали захват небольших поселений в Сирии и Палестине.

## Взятие мусульманами Дамаска
Новый халиф Умар сместил Халида ибн аль-Валида с поста командующего, вновь назначив командовать арабским войском Абу Убайду. Халид стал командующим кавалерией и советником Абу Убайды. Захватив Южную Сирию, арабы разделили византийские владения в Палестине и Северной Сирии и постепенно расширяли подконтрольную территорию. В октябре 634 года произошло сражение в восточном Ливане при Абу-аль-Кудс, где арабам сопутствовал успех. В конце 634 года части византийских ополчений сосредоточились на берегах Иордана. Туда двинулись арабские войска Абу Убайды и разбили византийцев в сражении при Пелле. Эти походы арабов в разные концы страны не давали им возможности сосредоточиться на осаде Дамаска. В феврале 635 года арабские командующие консолидировали свои силы и вновь двинулись на Дамаск. Им преградило дорогу византийское войско, но оно было разбито в битве на равнине Мардж ас-Суффар. 12 марта 635 года мусульмане плотно обложили Дамаск. На помощь осаждённым, из Эмесы (Хомса) выступила крупная византийская армия, но была полностью разбита 10 августа 635 года в битве у Бейт-Лихья. После провала попыток деблокады города в начале сентября 635 года Дамаск сдался Халиду ибн аль-Валиду на условии выплаты дани, византийскому гарнизону было позволено уйти. С Дамаском был подписан договор, по которому жителям гарантировалась безопасность жизни и сохранение имущества и церквей при условии выплаты подушного налога и обязательства не помогать врагам мусульман.
После взятия Дамаска мусульманские армии разделились. Амр ибн аль-Ас и Язид ибн Абу Суфьян пошли на Палестину. Амр пытался безуспешно овладеть Иерусалимом. Халид ибн аль-Валид и Абу Убайда вторглись в Северную Сирию, где до конца 635 года овладели Баальбеком, разбили византийцев при Джусии и захватили Эмесу (Хомс). В начале 636 года арабские войска продвинулись далее на север, захватив Эпифанию (Хаму), Лариссу (Шайзар) и продвинувшись в направлении Халкиды (Киннасрина) и Берои (Халеба).

Военные действия в Сирии и Палестине в 635—636 гг.

## Контрнаступление византийцев. Сражение при Ярмуке
Осознав опасность потери Сирии, император Ираклий и византийское руководство сформировало большую армию для изгнания мусульман с земель империи. Византийцы концентрировались в районах Антиохии и Эдессы. Командующими были сакелларий Феодор и армянский военачальник Ваган; численность их войск превышала 40 тыс. Арабские силы, разбросанные по территории Сирии уступали византийским. В этих условиях Абу Убайда принял решение отступить, оставив завоёванные территории, города Эмесу и Дамаск, сконцентрировав все арабские силы в районе Джабии. Весной 636 года византийская армия двинулась на юг и заняла Эмесу и Дамаск, после чего долгое время не предпринимала наступательных действий.
20 августа 636 года в решающем сражении при Ярмуке византийская армия была наголову разгромлена. Узнав об этом поражении, император Ираклий покинул Сирию, отплыв из Антиохии в Константинополь. После победы при Ярмуке арабские армии вновь разделились, Амр ибн аль-Ас двинулся в Палестину, Шурахбил — в Заиорданье, а основные силы под командованием Абу Убайды и Халида ибн аль-Валида — на север, для отвоевания оставленных ранее городов.

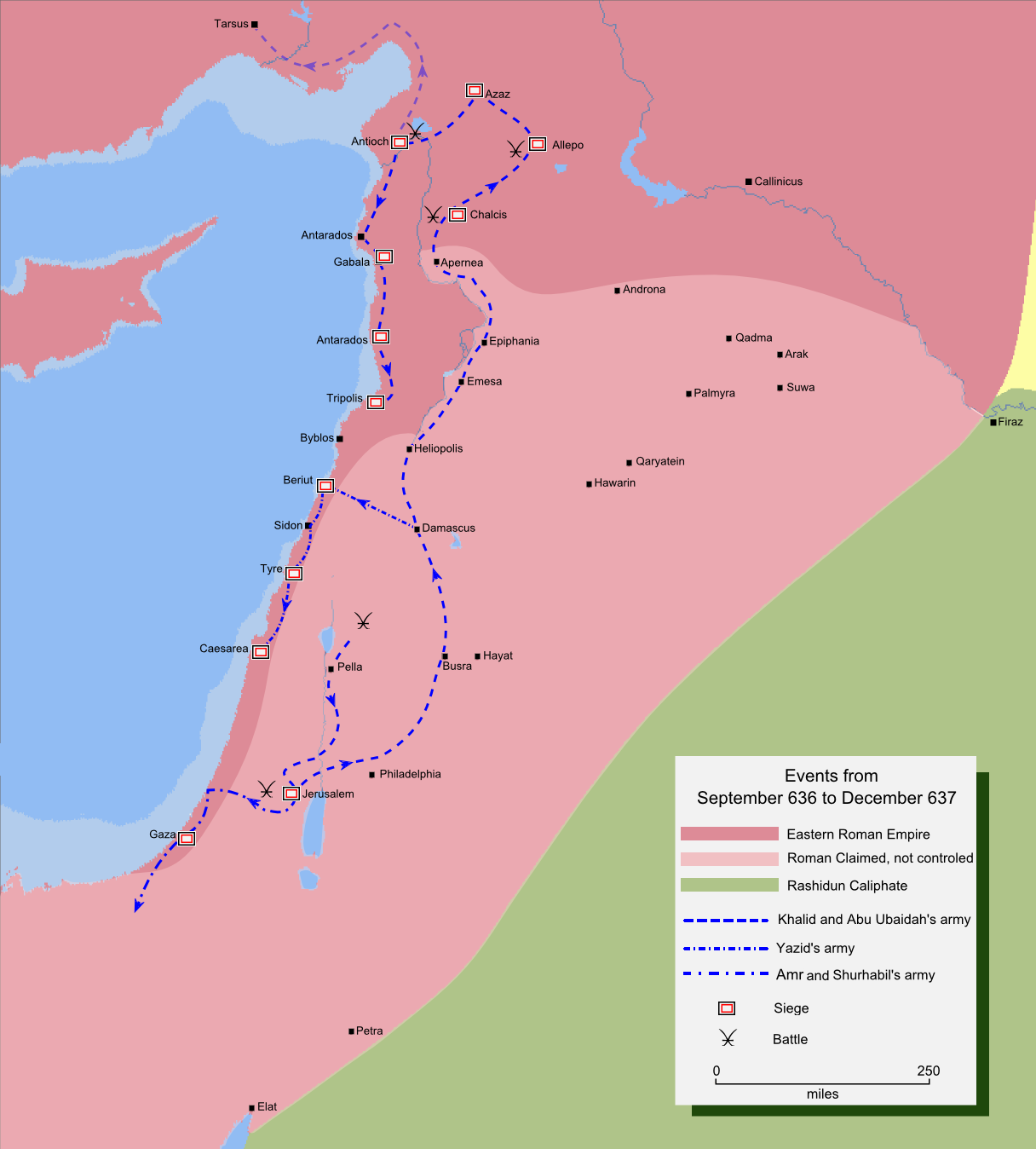
Военные действия в Сирии и Палестине в 636—637 гг.

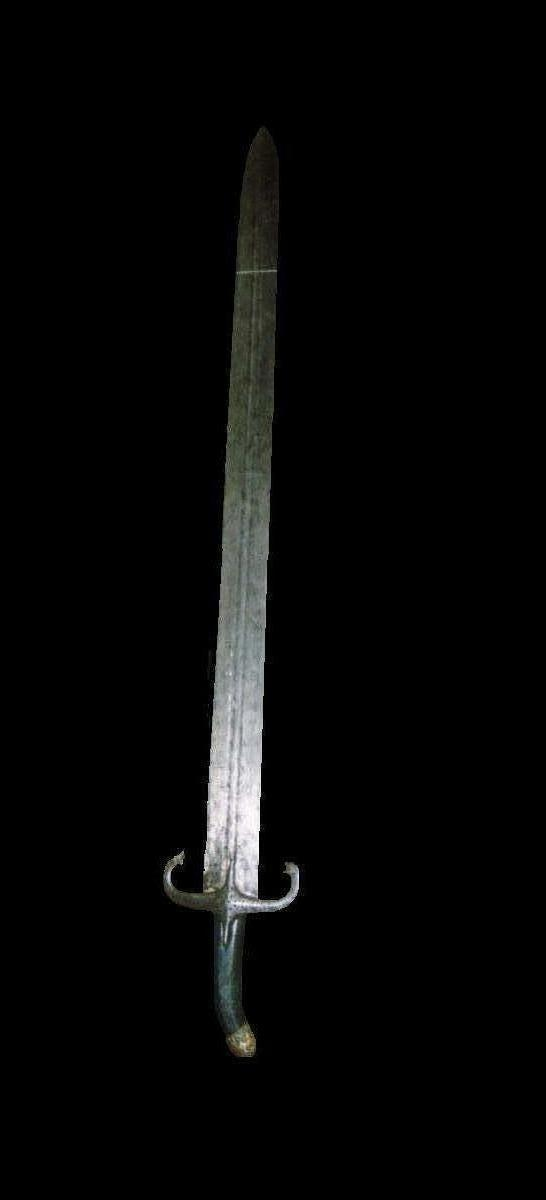
Меч халифа Умара

## Взятие Иерусалима и покорение арабами Северной Сирии
Овладеть Дамаском сразу Халиду не удалось, город сдался только после более чем двухмесячной осады в ноябре 636 года. После этого арабское войско двинулось далее на север, захватило Эмесу (Хомс), разбило крупный византийский отряд под командованием Мины под Халкидой (Халкис, Киннасрин) у Хазира, а затем овладело городом. В начале 637 года мусульманам также покорился Алеппо (Халеб).
В Палестине после сражения при Ярмуке мусульмане осадили два крупнейших центра византийской власти в регионе: Амр ибн аль-Ас осадил Иерусалим, Язид ибн Абу Суфьян — порт Кесарию. В первые месяцы 637 года управлявший Иерусалимом патриарх Софроний согласился сдать город халифу Умару, который лично приехал в Иерусалим и подписал договор с Софронием об условиях сдачи. Последними неподконтрольными мусульманам территориями в Палестине были земли прибрежных городов, крупнейшим из которых оставалась Кесария, её упорно осаждали войска Язида ибн Абу Суфьяна.

## Завершение покорения арабами Сирии и Палестины
В августе 638 года арабские войска овладели столицей византийской Сирии Антиохией. После этого мусульманские отряды начали совершать нападения на города восточной части Малой Азии.
В 639 году Ближний Восток охватила эпидемия чумы, которая прервала военные действия. От чумы умерло большое количество арабских воинов, в том числе и военачальники Абу Убайда, Шурахбил ибн Хасан и Язид ибн Абу Суфьян. Командующим арабскими войсками в Сирии стал брат Язида Муавия ибн Абу Суфьян, который продолжил осаду Кесарии.
В 640 году арабы завершили завоевание Палестины, после долгой осады овладев Кесарией. Ранее на побережье были захвачены города Сидон (Сайда), Тир (Сур), Библ (Джебейль), Бейрут и Ирка. В начале 640-х годов арабы покорили Триполи (Тарабулус) и Аскалон.

## Итоги и последствия
После серии поражений византийцы не могли противостоять арабам в Сирии и Палестине. Театр военных действий переместился в Малую Азию и Египет.